# فهرست والیان بامیان
جدول زیر فهرست والیان ولایت بامیان افغانستان است.

## فهرست
| # | والی                          | والی | والی             | دوره                             | جزئیات               | یاداشت |
| - | ----------------------------- | ---- | ---------------- | -------------------------------- | -------------------- | ------ |
| ۱ |                               |      | محمد اسلام محمدی | ۲۷ سپتامبر ۱۹۹۶ – ۱۷ نوامبر ۲۰۰۱ | در سال ۱۳۸۵ ترور شد. |        |
| ۲ |                               |      | محمد رحیم علیار  | ۲۰۰۳–۲۰۰۵                        |                      |        |
| ۳ |                               |      | حبیبه سرابی      | مارس ۲۰۰۵ میلادی - ۱۳۹۳ خورشیدی  |                      |        |
| ۴ | غلامعلی وحدت والی اسبق بامیان |      | غلامعلی وحدت     | ۲۱ میزان ۱۳۹۳ - ۳۱ ثور ۱۳۹۴      |                      |        |
| ۵ |                               |      | محمد طاهر زهیر   | ۲۰ ثور/اردیبهشت ۱۳۹۴ - کنونی     |                      |        |